# Formicium
Formicium este un gen colectiv dispărut de furnici gigant din subfamilia Formicidae Formiciinae. Genul conține în prezent trei specii, Formicium berryi, Formicium brodiei, și Formicium mirabile. Toate cele trei specii au fost descrise din sedimentele din Eocen.

## Istorie și clasificare
Genul colectiv Formicium a fost înființat pentru prima dată de entomologul și arheologul englez John O. Westwood în 1854. Acesta a fost descris inițial din aripile anterioare fosile izolate, cu regine pline, trântori, și lucrătorii fiind descrise din Germania mai târziu. Până în 2011, genul a inclus cinci specii, cu toate acestea cele două specii germane au fost mutate din Formicium și plasate în genul înrudit Titanomyrma ca T. giganteum și, respectiv, T. simillimum. anvergura aripilor femelelor este printre cele mai mari cunoscute printre furnici. Dimensiunea specimenelor este impresionantă, cu o lungime a corpului de 4–7 cm și o anvergură a aripilor de până la 15 cm. Specia Formicium mirabile, numită de  Theodore D. A. Cockerell în 1920, și Formicium brodiei, numite de Westwood în 1854, sunt ambele cunoscute din aripile anterioare fosile din Eocenul mijlociu găsite în Bournemouth, Dorset, Anglia. A treia specie numită, Formicium berryi a fost numită de Frank M. Carpenter în 1929 după fosilele din Eocenul mijlociu (Formațiunea Claiborne) găsițe în Puryear, Tennessee, SUA, deși el a identificat greșit formațiunea ca Formațiunea Wilcox. F. berryi a fost prima apariție descrisă a genului și, până în 2011, prima subfamilie, în America de Nord.
Deoarece structura aripilor Formicidae-lor este foarte plastică și poate varia foarte mult chiar și în cadrul unei specii, iar dimensiunea dintre masculi și femele poate fi deosebit de diferită, descrierea speciilor fosile numai din aripi este problematică. Odată cu îndepărtarea celor două specii germane descrise din fosilele corporale complete în 2011, Dr. Bruce Archibald și coautorii au schimbat Formicium dintr-un gen nominal în gen colectiv. Ei au sugerat să conțină specii descrise din aripi care nu au suficiente detalii pentru a fi introduse într-un gen nominal, cum ar fi Titanomyrma. Ca gen colectiv, acesta nu conține specie de tip în Codul Internațional de Nomenclatură Zoologică, dar este păstrat ca gen de tip pentru subfamilia Formiciinae.
Formicium berryi a fost inițial descris ca Eoponera berryi de Frank Carpenter și plasat în subfamilia existentă Ponerinae. Aceasta s-a bazat pe ideea că noua specie era legată de genul modern  Dinoponera. Când a fost descris inițial de Theodore D. A. Cockerell, Formicium mirabilis a fost plasat în genul monotipic Megapterites. La acea vreme, el considera specia ca făcând parte din familia Pseudosiricidae. Această plasare a fost păstrată în Tratatul de paleontologie a nevertebratelor, secțiunea Himenoptere scrisă de Frank Carpenter. Această plasare nu a reflectat însă schimbările făcute de paleoentomologul german Herbert Lutz care a sinonimizat Eoponera în Formicium în 1986, descriind subfamilia Formiciinae și cele două specii germane. Sinonimul său din 1990 cu Megapterites în Formicium nu a fost, de asemenea, reflectat în Tratat. În prezent, ambele nume de gen, Megapterites și Eoponera sunt acceptate ca sinonime junior ale Formicium.

## Descriere

### F. berryi
F. berryi este cunoscută numai dintr-o lungime de 26 de milimetri și 7 milimetri lățime. A fost colectată de profesorul E.W. Berry de la Universitatea Johns Hopkins. Datorită dimensiunii aripilor, Carpenter credea că furnica ar fi putut avea o lungime de 57 de milimetri, fiind una dintre cele mai mari furnici care au trăit vreodată.
Are un stigmat lung și îngust (zonă mică, colorată și groasă lângă vârful aripii), iar celula discoidală este triunghiulară. Vârful este absent pe aripă, dar o formă completă a aripii poate semăna cu cea a furnicilor Myrmecia. Aripile au dimensiuni similare cu Camponotus gigas, o furnică gigantică găsită în Sumatra și Peninsula Malay.